# Mona et moi
Pour plus de détails, voir Fiche technique et Distribution.
Mona et moi est un film français réalisé par Patrick Grandperret et sorti en 1989. 
Il a obtenu le Prix Jean-Vigo 1990.

## Synopsis
Pierre vit de débrouilles avec ses copains Ricky et Olive. Il aime Mona, mais l’organisation d’un concert avec un musicien américain de passage à Paris (Johnny Thunders, icône de la scène punk new yorkaise, dans son propre rôle) sème la discorde. 

## Fiche technique
- Titre : Mona et moi
- Réalisation : Patrick Grandperret
- Scénario : Patrick Grandperret et Dominique Galliéni
- Production : Christoph Giercke et Olivier Owen
- Pays de production :  France
- Format : Couleurs
- Genre : Comédie dramatique
- Durée : 90 minutes
- Date de sortie : 1989

## Distribution
- Denis Lavant : Pierre
- Sophie Simon : Mona
- Antoine Chappey : Ricky
- Olivier Owen : Olivier
- Christoph Giercke : Le manager
- Johnny Thunders : Johnny
- Jean-François Stévenin : Le père
- Pascal Aubier
- Jackie Berroyer
- Yann Dedet
- Hubert Deschamps